# Vesterberg脱氢反应
Vesterberg脱氢反应（Vesterberg dehydrogenation）是环己烯衍生物与硫共热时发生脱氢芳构化作用得到苯的衍生物。
含有环己烯的稠环化合物也能发生此反应。与硒脱氢反应相比之下，此反应产率较低。
用于多萜结构的测定。